# Borek (Krępna)
Borek – część wsi Krępna w Polsce położona w województwie opolskim, w powiecie krapkowickim, w gminie Zdzieszowice.
W latach 1975–1998 Borek administracyjnie należał do ówczesnego województwa opolskiego.

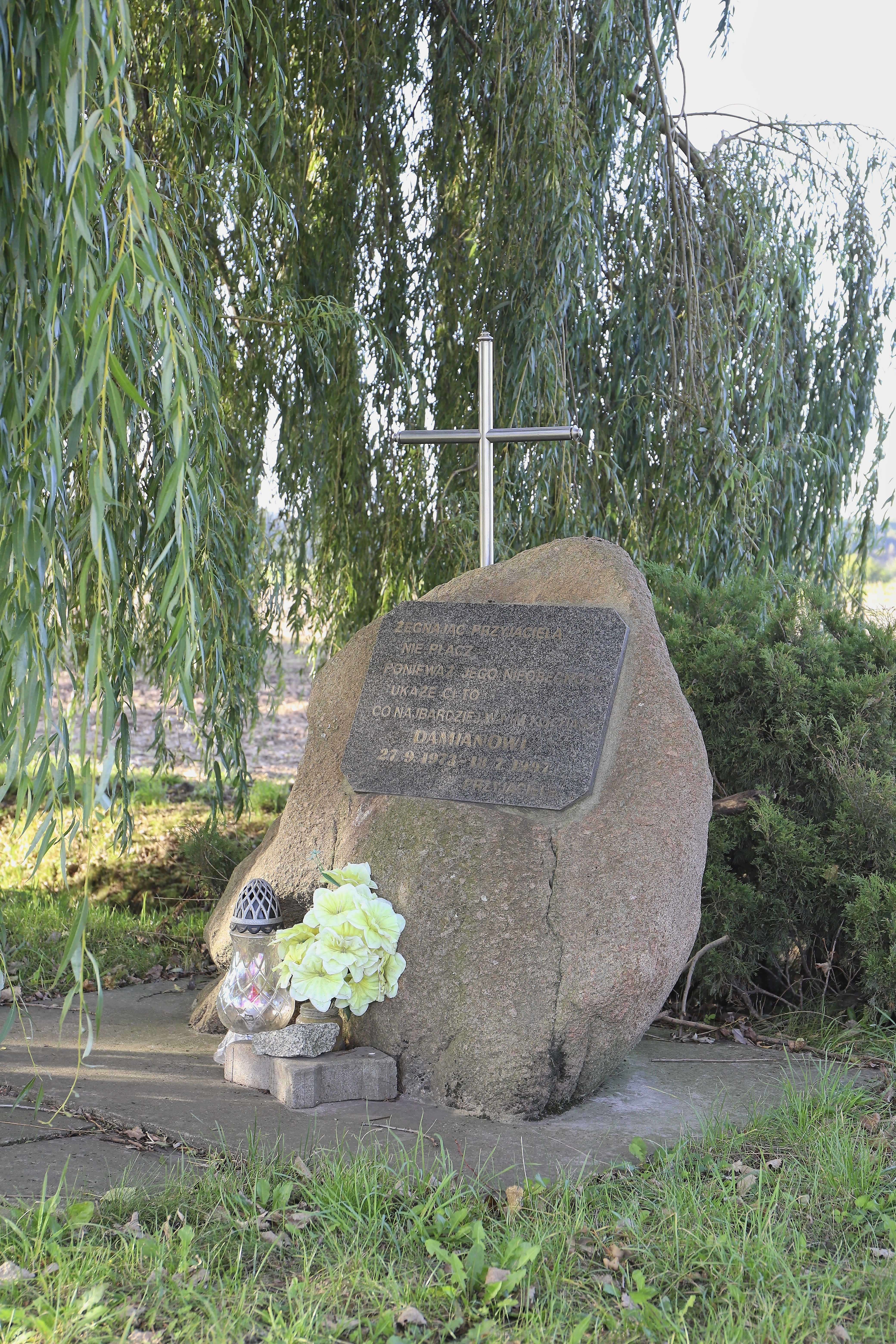
Żegnając przyjaciela